# Ardalion Tokarski
Ardalion Ardalionowicz Tokarski (ros. Ардалион Ардалионович Токарский, ur. 17 listopada 1859 w Balandzie w ujeździe atkarskim, zm. 21 lipca/3 sierpnia 1901 w Moskwie) – rosyjski lekarz psychiatra i psycholog.

## Życiorys
Uczył się w gimnazjum w Saratowie, następnie studiował na Uniwersytecie w Dorpacie (w latach 1879–1880) i Uniwersytecie Moskiewskim; tytuł doktora medycyny otrzymał w 1885 roku. Po studiach zaczął specjalizować się w psychiatrii pod kierunkiem Kożewnikowa. Od 1886 roku asystent w zakładzie psychiatrycznym Siergieja Korsakowa i Marii Fiodorowny Becker. W 1888 roku przeniósł się do Kiachty, gdzie zaobserwował przypadki schorzenia, znanego pod nazwą miryachit. Od 1889 do 1891 uzupełniał studia za granicą. W 1900 roku założył wspólnie z Jakowlewem sanatorium dla nerwowo chorych.
Był członkiem komitetu redakcyjnego czasopisma „Woprosy fiłozofii i psichołogii” („Вопросы философии и психологии”).

## Wybrane prace
- Гипнотизм и внушение. Архив психиатрии и невралгии, 1887
- Понятие воли и свободы воли. Труды московского психологического общества, 1889
- К вопросу о вредном влиянии гипнотизирования. Санкт-Петербург, 1889
- Гипнотизм в педагогии, 1890
- Терапевтическое применение гипнотизма. Москва, 1900
- Мерячение и болезнь судорожных подергиваний (2-е изд., Москва, 1993
- Психические эпидемии. Москва, 1893
- Сознание и воля (1894)
- К вопросу об ассоциациях идей (1894)
- Происхождение и развитие нравственных чувств (1895)
- О насильственных внушениях (Москва, 1896)
- О глупости (Москва, 1896)
- О темпераменте (Москва, 1896)
- Заклинание со стрелой тибетских лам (Москва, 1894)
- Страх смерти. Вопросы философии и психологии, 1897
- Лечение пьянства внушением
- De l’application therapeutique de l’hypnotismeet de la suggestion. Rev. de l’hypnot.
- La plus courte durée de la réaction simple. W: Dritter Internationaler Congreß für Psychologie im München. München: Lehmann, 1896 ss. 172-174.
- De l’application de la suggestion au traitement des alcooliques, 1900